# Bazooka Joe
Bazooka Joe — британський паб-рок гурт з Лондона, створений у 1970 році.
Гурт також відомий під назвою Bazooka Joe and the Lillets.
Засновники гурту: Джон Елліс (John Ellis) і Денні Клейнман (Danny Kleinman).
В гурті виступав басист Стюарт Годдард (Stuart Goddard), який пізніше змінив своє ім'я на Адам Ант (Adam Ant).
Згодом Елліс досягне успіху з гуртом The Vibrators. Адам Ант стане відомим з гуртом the Ants. 
Окрім пізнішої слави своїх учасників, Bazooka Joe в основному відомий як гурт, який був хедлайнером під час першого концерту Sex Pistols 6 листопада 1975 року в Central Saint Martins College of Art and Design.
Згодом Адам Ант розповів, як він покинув гурт безпосередньо через суперечку щодо виступу Sex Pistols, тому що він був єдиним учасником гурту, якому сподобався Sex Pistols.
Склад гурту Bazooka Joe: Денні Клейнман (Danny Kleinman), Кріс Даффі (Chris Duffy), Білл Сміт (Bill Smith), Робін Чафекар (Robin Chaphekar) і Марк Таннер (Mark Tanner). Іншим учасником гурту був Ден Барсон (Dan Barson), його брат, Майк Барсон (Mike Barson), здобув популярність, як клавішник гурту Madness. Пет Коллієр (Pat Collier) також деякий час був у гурті, перш ніж його замінив Годдард. Коллієр приєднався до Елліса у гурті The Vibrators (згодом його замінив Гарі Тіббс (Gary Tibbs), інший майбутній уасник гурту the Ant), а пізніше став продюсером звукозапису і працював з такими гуртами, як The Wonder Stuff і Katrina and the Waves. Комедійна акторка Арабелла Вейр (Arabella Weir) була однією з «Lillets» або бек-вокалісток гурту.
Гурт Madness зробив кавер на пісню гурту Bazooka Joe, "Rockin' in A♭", трек увійшов до дебютного альбому гурту, One Step Beyond....